# Telomapea inocarpi
Telomapea inocarpi är en svampart som först beskrevs av Marjan Raciborski, och fick sitt nu gällande namn av G.F. Laundon 1967. Telomapea inocarpi ingår i släktet Telomapea och familjen Chaconiaceae.   Inga underarter finns listade i Catalogue of Life.